# Randa Markos
Randa Markos-Thomas (in arabo رندا مرقس‎?; Baghdad, 10 agosto 1985) è una lottatrice di arti marziali miste irachena naturalizzata canadese.
Combatte nella divisione dei pesi paglia per l'organizzazione UFC.
Ha preso parte alla 20-esima stagione del reality show The Ultimate Fighter.
È stata campionessa nella promozione canadese Provincial FC, e vanta diversi successi a livello nazionale nel grappling e nel jiu jitsu brasiliano.

## Biografia
Randa Markos nasce a Baghdad in Iraq da famiglia di etnia assira e di religione caldea.
Durante il periodo della guerra Iran-Iraq emigrò con la famiglia prima in Turchia, dove vennero imprigionati, ed infine in Canada dove si stabilirono definitivamente.
Nonostante la forte cultura patriarcale e tradizionalista della famiglia Randa riuscì a ritagliarsi spazio nello sport praticando lotta a livello scolastico.
Successivamente si dilettò anche nel jiu jitsu brasiliano e nel grappling no-gi, vincendo due tornei nazionali e due campionati dell'Ontario tra il 2008 ed il 2013.
Oltre ad essere un'atleta professionista di MMA Randa lavora come assistente di farmacia.
È sposata dal 2011 e da allora il suo cognome ufficiale è diventato "Markos-Thomas".

## Carriera nelle arti marziali miste

### Inizi
Randa Markos compete come lottatrice dilettante di MMA solamente tra il 2009 ed il 2010, combattendo quattro incontri in eventi ospitati tra Ontario e Michigan e ottenendo tre vittorie ed una sconfitta patita contro Kelly Warren (record come dilettante: 1-1).
Avrebbe dovuto debuttare come professionista nel marzo del 2012 contro Jessica Branco in un evento organizzato a Sherbrooke, ma il match venne cancellato e l'esordio di Randa slittò a novembre con l'evento IFL 51: No Guts, No Glory negli Stati Uniti che la vide opposta ad Allanna Jones: la Markos s'impose per sottomissione durante la terza ripresa.
Nel 2013 vinse due incontri in Canada, e con un record pro di 3-0 l'anno seguente venne ingaggiata dalla promozione RFA per affrontare la quotata ed imbattuta ex campionessa di muay thai Justine Kish: Randa perse i primi due round ma durante il terzo arrivò vicina all'impresa di sottomettere l'avversaria senza però riuscirvi, perdendo di conseguenza l'incontro.
Nel marzo del 2014 vinse il suo primo titolo di MMA, ovvero la cintura dei pesi paglia nella promozione canadese Provincial FC.

### Ultimate Fighting Championship
Tra il 2013 ed il 2014 la prestigiosa promozione UFC decise di creare la nuova divisione femminile dei pesi paglia e di lanciare una stagione del reality show The Ultimate Fighter incentrata su di essa: 8 lottatrici che al tempo combattevano nell'organizzazione Invicta FC vennero messe direttamente sotto contratto, mentre le rimanenti 8 vennero scelte attraverso un provino; Randa prese parte al provino e riuscì a qualificarsi per il reality.
Durante il draft per formare le due squadre Randa Markos fu la 14-esima scelta, preferita solamente a Emily Kagan e Angela Hill, e venne inserita nella squadra allenata da Anthony Pettis opposta a quella di Gilbert Melendez.
Nel primo turno affrontò come gran sfavorita la numero 3 del draft e fino ad allora imbattuta Tecia Torres, e riuscì in un inaspettato upset superando l'avversaria grazie alla migliore lotta e ad una miglior condizione in un incontro che terminò con un terzo round extra.
Nonostante la sconfitta la Torres venne reintegrata nel torneo per sostituire l'infortunata Justine Kish e si unì quindi al team di Pettis del quale Randa faceva parte.
Nei quarti di finale dovette affrontare la compagna di team Felice Herrig, con la quale Randa ebbe un'accesa discussione nei giorni precedenti all'incontro, discussione che coinvolse anche l'amica di Herrig Carla Esparza: la Markos ottenne un'altra grande vittoria questa volta con una prova dominante e sottomise l'avversaria durante la prima ripresa con la tecnica kesa ashi gatame, ottenendo l'accesso alle semifinali e, al termine della stagione, anche il premio Performance of the Season.
In semifinale perde per sottomissione alla prima ripresa contro la giovane fuoriclasse Rose Namajunas.
Randa perde anche il match del debutto ufficiale in UFC per decisione non unanime contro l'ex campionessa dei pesi atomo Invicta FC Jessica Penne; al termine dell'evento entrambe le atlete vennero premiate con il riconoscimento Fight of the Night.
Ad aprile del 2015 ottenne una strabiliante vittoria contro l'irlandese Aisling Daly, per decisione unanime. A settembre annunciò di aver lasciato il suo lavoro per potersi trasferire a Montréal, e quindi allenarsi al Tristar Gym.
A dicembre affrontò la polacca Karolina Kowalkiewicz, venendo sconfitta per decisione unanime. Mentre il 18 giugno del 2016 affrontò Jocelyn Jones-Lybarger. Durante la cerimonia del peso la Markos superò il limite massimo della sua categoria, andando a pesare 53,30 kg, e non riuscendo a perderne ulteriormente venne penalizzata con la detrazione del 20% dal suo stipendio; inoltre il match venne convertito in un incontro catchweight. La Markos ottenne la vittoria per decisione unanime. 
Il 20 agosto affrontò Cortney Casey all'evento UFC 202, venendo sconfitta per sottomissione al quarto minuto della prima ripresa.

### Risultati nelle arti marziali miste
Gli incontri segnati su sfondo grigio si riferiscono ad incontri di esibizione non ufficiali o comunque non validi per essere integrati nel record da professionista.
| Risultato | Record  | Avversario             | Metodo                           | Evento                                  | Data              | Round | Tempo | Città                        | Note                                            |
| --------- | ------- | ---------------------- | -------------------------------- | --------------------------------------- | ----------------- | ----- | ----- | ---------------------------- | ----------------------------------------------- |
| Vittoria  | 11-11-1 | Lívia Renata Souza     | Decisione (unanime)              | UFC Fight Night: Costa vs. Vettori      | 23 ottobre 2021   | 3     | 5:00  | Las Vegas, Stati Uniti       |                                                 |
| Sconfitta | 10-11-1 | Luana Pinheiro         | DQ (calcio illegale)             | UFC on ESPN: Reyes vs. Procházka        | 1 maggio 2021     | 1     | 4:16  | Las Vegas, Stati Uniti       |                                                 |
| Sconfitta | 10-10-1 | Kanako Murata          | Decisione (unanime)              | UFC Fight Night: Felder vs. dos Anjos   | 14 novembre 2020  | 3     | 5:00  | Las Vegas, Stati Uniti       |                                                 |
| Sconfitta | 10-9-1  | Mackenzie Dern         | Sottomissione (armbar)           | UFC Fight Night: Covington vs. Woodley  | 19 settembre 2020 | 1     | 3:44  | Las Vegas, Stati Uniti       |                                                 |
| Sconfitta | 10-8-1  | Amanda Ribas           | Decisione (unanime)              | UFC Fight Night: Lee vs. Oliveira       | 14 marzo 2020     | 3     | 5:00  | Brasilia, Brasile            |                                                 |
| Vittoria  | 10-7-1  | Ashley Yoder           | Decisione (non unanime)          | UFC Fight Night: Maia vs. Askren        | 26 ottobre 2019   | 3     | 5:00  | Singapore, Singapore         |                                                 |
| Sconfitta | 9-7-1   | Cláudia Gadelha        | Decisione (unanime)              | UFC 239: Jones vs. Santos               | 6 luglio 2019     | 3     | 5:00  | Las Vegas, Stati Uniti       |                                                 |
| Vittoria  | 9-6-1   | Angela Hill            | Sottomissione (armbar)           | UFC Fight Night: Thompson vs. Pettis    | 23 marzo 2019     | 1     | 4:24  | Nashville, Stati Uniti       | Performance of the Night                        |
| Parità    | 8-6-1   | Marina Rodriguez       | Pareggio (maggioritario)         | UFC Fight Night: Santos vs. Anders      | 22 settembre 2018 | 3     | 5:00  | São Paulo, Brasile           |                                                 |
| Sconfitta | 8-6     | Nina Ansaroff          | Decisione (unanime)              | UFC on Fox: Alvarez vs. Poirier 2       | 28 luglio 2018    | 3     | 5:00  | Calgary, Canada              |                                                 |
| Vittoria  | 8-5     | Juliana Lima           | Decisione (unanime)              | UFC on Fox: Jacaré vs. Brunson 2        | 27 gennaio 2018   | 3     | 5:00  | Charlotte, Stati Uniti       |                                                 |
| Sconfitta | 7-5     | Alexa Grasso           | Decisione (non unanime)          | UFC Fight Night: Pettis vs. Moreno      | 5 agosto 2017     | 3     | 5:00  | Città del Messico, Messico   | Incontro catchweight                            |
| Vittoria  | 7-4     | Carla Esparza          | Decisione (non unanime)          | UFC Fight Night: Lewis vs. Browne       | 19 febbraio 2017  | 3     | 5:00  | Halifax, Canada              |                                                 |
| Sconfitta | 6-4     | Cortney Casey          | Sottomissione (armbar)           | UFC 202: Diaz vs. McGregor 2            | 20 agosto 2016    | 1     | 4:34  | Las Vegas, Stati Uniti       |                                                 |
| Vittoria  | 6-3     | Jocelyn Jones-Lybarger | Decisione (unanime)              | UFC Fight Night: MacDonald vs. Thompson | 18 giugno 2016    | 3     | 5:00  | Ottawa, Canada               | Incontro Catchweight 53,30 kg                   |
| Sconfitta | 5-3     | Karolina Kowalkiewicz  | Decisione (unanime)              | UFC on Fox: dos Anjos vs. Cerrone 2     | 19 dicembre 2015  | 3     | 5:00  | Orlando, Stati Uniti         |                                                 |
| Vittoria  | 5-2     | Aisling Daly           | Decisione (unanime)              | UFC 186: Johnson vs. Horiguchi          | 25 aprile 2015    | 3     | 5:00  | Montréal, Canada             |                                                 |
| Sconfitta | 4-2     | Jessica Penne          | Decisione (non unanime)          | The Ultimate Fighter 20 Finale          | 12 dicembre 2014  | 3     | 5:00  | Las Vegas, Stati Uniti       | Debutto in UFC                                  |
| Sconfitta | NU      | Rose Namajunas         | Sottomissione (kimura)           | The Ultimate Fighter 20                 | 10 dicembre 2014  | 1     | 2:44  | Las Vegas, Stati Uniti       | Torneo dei Pesi Paglia TUF 20, Semifinale       |
| Vittoria  | NU      | Felice Herrig          | Sottomissione (kesa ashi gatame) | The Ultimate Fighter 20                 | 19 novembre 2014  | 1     | 2:13  | Las Vegas, Stati Uniti       | Torneo dei Pesi Paglia TUF 20, Quarti di finale |
| Vittoria  | NU      | Tecia Torres           | Decisione (unanime)              | The Ultimate Fighter 20                 | 10 settembre 2014 | 3     | 5:00  | Las Vegas, Stati Uniti       | Torneo dei Pesi Paglia TUF 20, Primo turno      |
| Vittoria  | 4–1     | Lynnell House          | Sottomissione (armbar)           | Provincial FC 2                         | 8 marzo 2014      | 1     | 1:57  | London, Canada               | Vince il titolo dei Pesi Paglia PFC             |
| Sconfitta | 3–1     | Justine Kish           | Decisione (unanime)              | RFA 12: Ortega vs. Koch                 | 24 gennaio 2014   | 3     | 5:00  | Los Angeles, Stati Uniti     |                                                 |
| Vittoria  | 3–0     | Kara Kirsh             | Decisione (unanime)              | Provincial FC 1: Unrivaled              | 26 ottobre 2013   | 3     | 5:00  | London, Canada               |                                                 |
| Vittoria  | 2–0     | Ashley Nichols         | Sottomissione (armbar)           | Wreck MMA: 2.0                          | 28 marzo 2013     | 1     | 3:06  | Gatineau, Canada             |                                                 |
| Vittoria  | 1–0     | Allanna Jones          | Sottomissione (armbar)           | IFL 51: No Guts, No Glory               | 17 novembre 2012  | 3     | 3:14  | Auburn Hills, Stati Uniti    |                                                 |
| Vittoria  | NU      | Bernice Booth          | KO Tecnico (pugni)               | XCC 64.5: Battle at the Border 11       | 13 novembre 2010  | 1     | 2:27  | Port Huron, Stati Uniti      |                                                 |
| Vittoria  | NU      | Bernice Booth          | Sottomissione (armbar)           | XCC 64: Battle at the Border 10         | 28 agosto 2010    | 2     | 1:31  | Walpole Island, Canada       |                                                 |
| Sconfitta | NU      | Kelly Warren           | Decisione (unanime)              | IFL: Righteous Rumble                   | 14 novembre 2009  | 3     | 3:00  | Auburn Hills, Stati Uniti    |                                                 |
| Vittoria  | NU      | Tanya Lohr             | Decisione (unanime)              | IFL: No Pain, No Gain                   | 19 settembre 2009 | 3     | 3:00  | Rochester Hills, Stati Uniti |                                                 |